# Harry Burrard-Neale

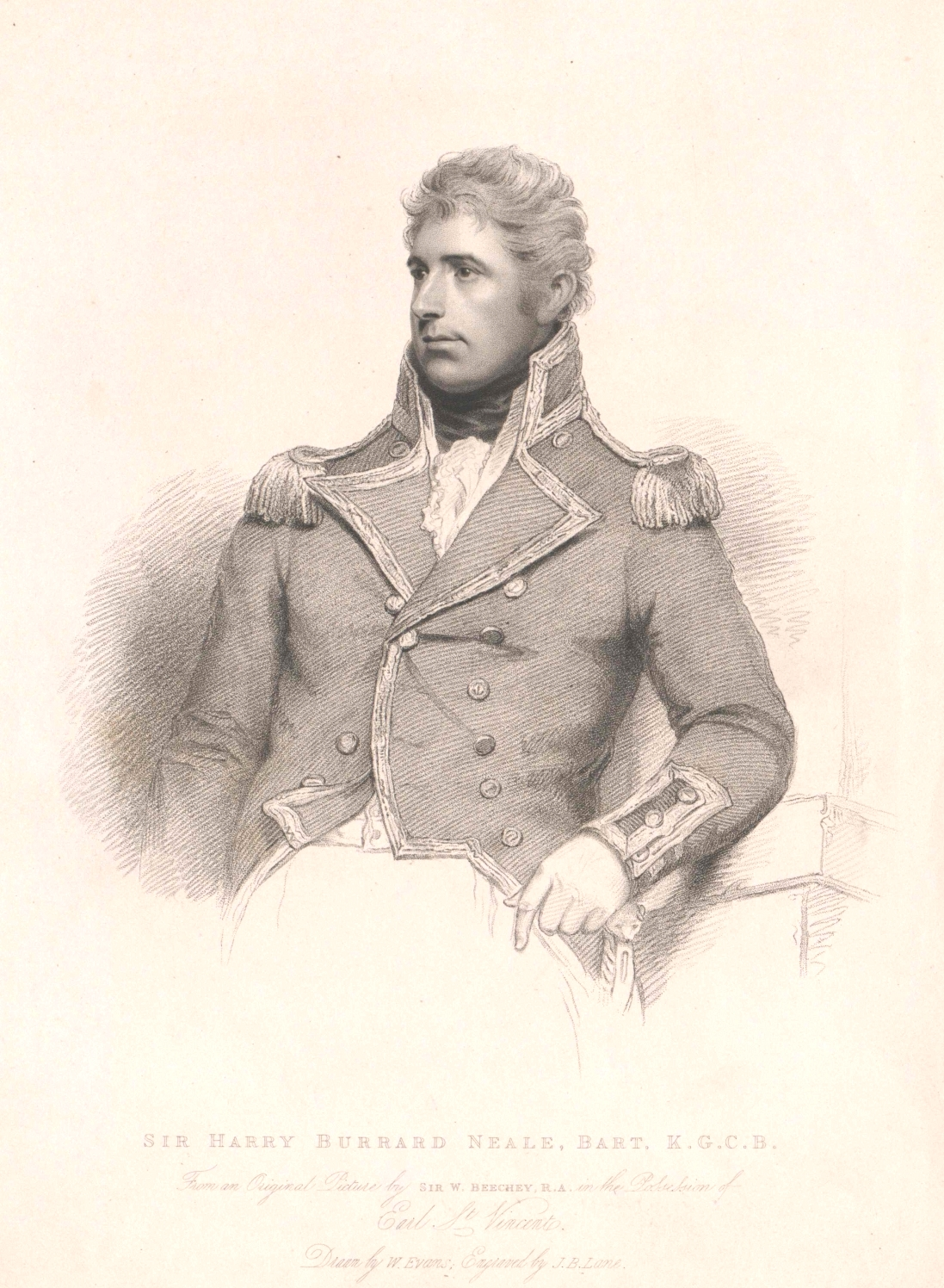
Sir Harry Burrard-Neale, 2. Baronet, 1822

Sir Harry Burrard-Neale, 2. Baronet GCB, GCMG (* 16. September 1765; † 7. Februar 1840) war ein britischer Admiral und Politiker.
Er wurde mit dem Namen Harry Burrard geboren und war der ältere Sohn des Lt.-Col. William Burrard (1712–1780) aus dessen zweiter Ehe mit Mary Pearce.
Er wurde mehrmals als Abgeordneter für den Wahlbezirk Lymington ins House of Commons gewählt, so war er von 1790 bis 1802, 1806 bis 1807, 1812 bis 1823 und 1832 bis 1835 Mitglied des Parlaments.
Am 12. April 1791 erbte er beim Tod seines Onkels Sir Harry Burrard, 1. Baronet (1707–1791) den Adelstitel eines Baronet, of Walhampton in the County of Southampton, der diesem 1769 in der Baronetage of Great Britain verliehen worden war. Am 15. April 1795 heiratete er Grace Elizabeth Neale und ließ nach der Familie seiner Gattin mit königlicher Lizenz vom 8. April 1795 seinen Familiennamen zu Burrard-Neale ergänzen.
1797 zeichnete sich Burrard bei der Beendigung der Meuterei der britischen Flotte auf dem Nore in der Mündung der Themse aus. Von 1790 bis 1802, von 1806 bis 1807, 1812 bis 1823 und von 1832 bis 1835 vertrat er als Parlamentsabgeordneter die Stadt Lymington im House of Commons. Burrard bekleidete von 1804 bis 1807 das Amt eines Lords der Admiralität. 1810 wurde er zum Admiral der Royal Navy ernannt. 1815 wurde er in den Order of the Bath aufgenommen, 1824 in den Order of St. Michael and St. George. Im Jahr 1825 war er Oberkommandierender der Mittelmeerflotte der Royal Navy.
Nach Harry Burrard-Neale, der mit dem Entdecker George Vancouver befreundet war, ist der Burrard Inlet benannt, der Haupthafen der Stadt Vancouver. Auch eine Brücke und eine Straße in Vancouver tragen seinen Namen, die Burrard Street Bridge über den False Creek und die Burrard Street.
Da seine Ehe kinderlos blieb, fiel sein Adelstitel bei seinem Tod 1840 an seinen jüngeren Bruder Reverend George Burrard (1769–1856) als 3. Baronet.